# Kumaga
Kumaga is een dorp in het district Central in Botswana. De plaats telt 758 inwoners (2011).